# Prionopaltis sericea
Prionopaltis sericea là một loài bướm đêm trong họ Crambidae.